# Бенгал-Мару
Бенгал-Мару — корабель, який під час Другої світової війни брав участь у операціях японських збройних сил на Тихому океані. 
Судно спорудили в 1921 році на верфі Mitsubishi Zosen для компанії Nippon Yusen Kaisha, яка спершу використовувала його на рейсах до Сінгапуру, Калькутти та Коломбо, а з 1936-го поставила на лінію до Австралії. 
У липні 1941-го судно реквізували для потреб Імперської армії Японії. В межах плану вторгнення на Філіппіни японське командування вирішило висадити ще кілька допоміжних десантів на південно-східному узбережжі острова Лусон. 17 грудня 1941-го «Бенгал-Мару» та ще 23 транспорти вийшли з порту Конія на острові Амаміосіма (північна група островів Рюкю), а 24 грудня цей загін прибув до затоки Ламон-Бей та провів тут висадку, не зустрівши сильного спротиву. 
В травні 1942-го судно повернули власнику, проте у грудні того ж року повторно реквізували. 
24 березня – 2 квітня 1943-го «Бенгал-Мару» прослідувало в конвої з Палау (важливий транспортний хаб на заході Каролінських островів) до Рабаула (головна база в архіпелазі Бісмарка, з якої японці провадили операції на Соломонових островах та сході Нової Гвінеї), а 20 – 27 квітня пройшло назад з іншим конвоєм. Є відомості, що далі судно 1 – 5 травня прослідувало з Палау до Маніли в конвої № 3206.
Станом на початок червня 1943-го «Бенгал-Мару» знову перебувало на Палау. Протягом наступних кількох місяців воно здійснило чотири кругові рейси до Нової Гвінеї в конвоях «Вевак № 5» (5 – 15 червня), «Вевак № 6» (5 – 17 липня), «Ганза № 6» (2 – 14 серпня) та «Вевак № 10» (24 вересня – 4 жовтня).
7 – 17 жовтня 1943-го «Бенгал-Мару» перейшло з Палау до Японії в конвої FU-705, а в другій половині наступного місяця було біля китайського узбережжя. 23 листопада судно вийшло з Шанхаю в конвої, що перевозив 36-ту піхотну дивізію. Подальший маршрут пролягав через Манілу (тут «Бенгал-Мару» перебувало з 4 по 10 грудня), а 19 грудня судно прибуло до затоки Кау на острові Хальмахера (північна частина Молуккського архіпелагу).
6 січня 1944-го «Бенгал-Мару» вийшло з затоки Кау в конвої на Філіппіни. В якйсь момент судно досягнуло Маніли, а 1 лютого рушило звідси на південь в конвої № 3105, що мав відвідати Борнео та Яву.
Станом на середину березня 1944-го «Бенгал-Мару» знову перебувало у Манілі. 20 березня судно вийшло звідси в конвої H-22, який прямував до острова Хальмахера, при цьому воно мало на борту понад чотири сотні військовослужбовців та осіб з допоміжних частин. Незадовго до завершення 24 березня 1944-го в північній частині моря Сулавесі конвой перехопив американський підводний човен USS Bowfin, що послідовно торпедував та потопив два транспорта. Одним з них виявився «Бенгал-Мару», який поцілили дві торпеди. Судно швидко затонуло, загинуло 45 членів екіпажу та 161 пасажир.